# TNIP3
TNIP3 (англ. TNFAIP3 interacting protein 3) – білок, який кодується однойменним геном, розташованим у людей на 4-й хромосомі. Довжина поліпептидного ланцюга білка становить 325 амінокислот, а молекулярна маса — 38 943.
| 10         |  | 20         |  | 30         |  | 40         |  | 50         |
| ---------- |  | ---------- |  | ---------- |  | ---------- |  | ---------- |
| MAHFVQGTSR |  | MIAAESSTEH |  | KECAEPSTRK |  | NLMNSLEQKI |  | RCLEKQRKEL |
| LEVNQQWDQQ |  | FRSMKELYER |  | KVAELKTKLD |  | AAERFLSTRE |  | KDPHQRQRKD |
| DRQREDDRQR |  | DLTRDRLQRE |  | EKEKERLNEE |  | LHELKEENKL |  | LKGKNTLANK |
| EKEHYECEIK |  | RLNKALQDAL |  | NIKCSFSEDC |  | LRKSRVEFCH |  | EEMRTEMEVL |
| KQQVQIYEED |  | FKKERSDRER |  | LNQEKEELQQ |  | INETSQSQLN |  | RLNSQIKACQ |
| MEKEKLEKQL |  | KQMYCPPCNC |  | GLVFHLQDPW |  | VPTGPGAVQK |  | QREHPPDYQW |
| YALDQLPPDV |  | QHKANGLSSV |  | KKVHP      |  |            |  |            |

A: Аланін

C: Цистеїн

D: Аспарагінова кислота

E: Глутамінова кислота

F: Фенілаланін

G: Гліцин

H: Гістидин

I: Ізолейцин

K: Лізин

L: Лейцин

M: Метіонін

N: Аспарагін

P: Пролін

Q: Глутамін

R: Аргінін

S: Серин

T: Треонін

V: Валін

W: Триптофан

Задіяний у таких біологічних процесах, як запальна відповідь, альтернативний сплайсинг. 